# Литинский, Аркадий Овсеевич
Аркадий Овсеевич Литинский (род. 16 декабря 1942, Горький) — советский и российский химик, главный научный сотрудник Волгоградского отдела Института органической химии РАН, кандидат физико-математических наук, доктор химических наук, профессор кафедры физики Волгоградского государственного технического университета.

## Биография
Родился в городе Горьком 16 декабря 1942 года. В 1960 году окончил среднюю школу с золотой медалью, после чего поступил на радиофизический факультет Горьковского государственного университета, который закончил в 1965 году по специальности «радиофизика». В этом же году начал работать в Горьковском институте электровакуумных приборов Министерства радиотехнической промышленности СССР сначала в должности техника, затем инженера.
Поступил в аспирантуру физического факультета Вильнюсского государственного университета в 1967 году. Защитил диссертацию в 1969 году.
В должности младшего научного сотрудника начал работать в Волжском политехническом институте ассистентом и доцентом химико-технологического факультета. Был руководителем работы СНТО ХТФ с 1970 по 1973 год. В 1987 году защитил докторскую диссертацию в Московском государственном университете им. М. В. Ломоносова. Начал работать в Волгоградском государственном университете в качестве профессора с 1988 по 1997 год, далее занимал должность заведующего кафедрой химической физики и физики твердого тела. На данный момент является профессором кафедры физики Волгоградского государственного технического университета.
Разработал новые подходы в теории хемосорбции и гетерогенного катализа. Его научным увлечением является электронно-энергетическая структура кристаллов с дефектами.
Женат, имеет двух дочерей.

## Научные труды
Является автором более 120 научных трудов, среди которых можно отметить:
- Исследование механизма формирования адгезионных связей фторполимерных пленочных покрытий с металлической подложкой под действием излучения СО2-лазера // Физика и химия обработки материалов. — 2005. — № 1. — C. 70-77. — Соавт.: Е. И. Тескер, С. Е. Тескер, А. Н. Кольченко
- Особенности взаимодействия диалкиловых эфиров перфторадипиновой и перфторпимелиновой кислот с метилалкил(арил)кетонами // Журнал общей химии. — 2005. — Вып. 2. — C. 318—321. — Соавт.: В. В. Чапуркин, А. В. Бакланов, О. С. Леонтьева
- Reaction of Perfluorocarbonyl Chlorides with Ethyl- and Phenylmagnesium Bromides // Russian Journal of General Chemistry. — 2005. — Vol. 75, № 7. — P. 1136—1138. — Соавт.: В. В. Чапуркин, О. С. Леонтьева, С. В. Чапуркин
- Электронное строение и энергетический спектр ковалентных кристаллов с локальными 3D-дефектами // Вестник Воронеж. гос. тех. ун-та. — 2007. — Т. 3, № 8. — C. 151—154. — Соавт.: Н. А. Растова
- Энергетические состояния электронов в ковалентных и ионноковалентных кристаллах с локальными дефектами замещения. Неэмпирич. расчет в рамках высокосимметричных кластерных моделей // Известия Волгогр. гос. тех. ун-та. Сер. Электроника, измерительная техника, радиотехника и связь. — 2007. — Вып. 1, № 6. — C. 27-33. — Соавт.: А. М. Стебеньков;
- Модельный квантовохимический расчет // Известия Волгогр. гос. тех. ун-та. Сер. Электроника, измерительная техника, радиотехника и связь. — 2008. — Вып. 2, № 4. — C. 17-22. — Соавт.: Г. Ю. Васильева
- Quantum-chemical calculations of thermodynamic parameters of the synthesis of tris(hydroxymethyl)phosphine // Russian Journal of General Chemistry. — 2009. — Vol. 79, № 5. — C. 905—910. — Соавт.: Л. И. Греков
- Электронно-энергетические характеристики и спектр одноэлектронных состояний поверхности оксидов железа и никеля с фторполимерным покрытием // Поверхность. Рентгеновские, синхротронные и нейтронные исследования. — 2010. — № 1. — С. 17- 23. — Соавт.: С. И. Новиков, М. В. Петров.

## Патенты и изобретения
Способ поучения трис-(гидроксиметил)фосфина : пат. 2366660 Рос. Федерация : МПК С 07 °F 9/50. — 2009. — Соавт.: Л. И. Греков, А. Б. Голованчиков.

## Диссертации
- Кандидатская диссертация: «Теоретическое исследование электронной структуры и некоторых физико-химических свойств сложных молекул и кристаллов», 1969 г., г. Вильнюсский государственный университет им. В. Капсукаса.
- Докторская диссертация: «Квазимолекулярные модели хемосорбции и поверхностных структур», 1987 г., Московский государственный университет им. М. В. Ломоносова.